# Abelina López Rodríguez
Abelina López Rodríguez (Santa María Tonameca, Oaxaca; 23 de septiembre de 1965) es una política y activista social mexicana, actualmente miembro del partido Movimiento Regeneración Nacional (Morena). Ha sido en dos ocasiones diputada al Congreso de Guerrero y diputada federal por Guerrero al Congreso de la Unión de 2018 a 2021. Es presidenta municipal de Acapulco de Juárez desde octubre de 2021.  

## Reseña biográfica
Abelina López Rodríguez es licenciada en Derecho egresada de la Universidad Autónoma de Guerrero y además es maestra en Derecho Penal. Ha sido activista social a lo largo de su vida en organizaciones políticas de izquierda; ha participado como activista y dirigente estudiantil en defensa de la Educación Pública, así como en las luchas campesinas en la defensa de la tierra, miembro del Consejo General de las Colonias Populares, presidente de la Fundación Plural por la Democracia Lic. Benito Juárez García y miembro de la Federación Estudiantil Universitaria Guerrerense.
En 1989 fue miembro fundador del Partido de la Revolución Democrática, partido en el que militó hasta 2017, año en que pasó a formar parte de Morena. Entre 2015 y 2017 fue consejera nacional del PRD.
De 1999 a 2002 fue regidora del ayuntamiento de Acapulco, que presidía Zeferino Torreblanca Galindo; de 2005 a 2008 fue por primera ocasión diputada al Congreso de Guerrero, representando al distrito local 17 en la LVII Legislatura y por segunda ocasión de 2012 a 2015, integrando la LX Legislatura como representante del distrito local 3, con cabecera en Acapulco, y en la que fungió como presidente de la Comisión de Estudios Constitucionales y Jurídicos.
En 2018 fue postulada como candidata a diputada federa por la coalición Juntos Haremos Historia por el Distrito 4 de Guerrero. Fue elegida a la LXIV Legislatura que ejercerá de dicho año al de 2021 y en la que integra la bancada de Morena. Es secretaria de la comisión de Turismo e integrante de la comisión de Defensa Nacional.
El 14 de octubre de 2020 causó notoriedad en los medios nacionales debido a que al hacer uso de la palabra en la sesión de la Cámara de Diputados, manifestó haberse visto en la necesidad de pagar 20 mil pesos como soborno a un ministerio público ante el que ejercía como abogada; tras ser señalada por sus opositores como parte de la corrupción por dicho acto, refirió que sus palabras se habían malinterpretado y señalando que dicha acción había ocurrido durante la presidencia de Enrique Peña Nieto.

## Presidenta municipal de Acapulco
Se separó del cargo a partir del 1 de marzo de 2021 para participar en la elección de Morena de candidato a la presidencia municipal de Acapulco, resultado ganadora de la encuentra aplicada.
En 2024 tomó protesta nuevamente como presidenta municipal de Acapulco, al haber ganado las elecciones municipales para el periodo 2024-2027.